# بيليتس
بليتز (مارك) (بالألمانية: Beelitz) هي مدينة و بلدة ألمانية تقع في ألمانيا في Potsdam-Mittelmark. يقدر عدد سكانها بـ 12,147 نسمة .

## المدن التوأمة
مدن Alfter و راتينغن هي مدن توأمة لـبليتز (مارك).